# Корпорація професійного дартсу
Корпорація професійного дартсу (англ. Professional Darts Corporation, PDC) — одна зі світових федерацій дартсу поряд із всесвітньою федерацією дартсу (WDF), причому PDC вважається найпрестижнішою з двох. Проте, на відміну від WDF, PDC структурована як компанія, найбільшим акціонером якої є «Matchroom Sport Limited».
PDC було засновано 16 січня 1992 року в конкуренції з британською організацією дартсу (BDO), спочатку під назвою всесвітня рада дартсу (WDC). Чималу роль у заснуванні відіграв телеканал «Sky Sports», який хотів включити дартс у свою програму після того, як попередні змагання показали на телеканалі ВВС. З 1994 року PDC проводить на початку кожного року чемпіонат світу з дартсу PDC, який у Великій Британії дивляться близько двох мільйонів телеглядачів.
До січня 2022 року офіційним постачальником PDC була «Unicorn Darts». 31 січня 2022 року PDC і «Winmau» оголосили, що тепер «Winmau» буде постачальником PDC у майбутньому.